# きゃんきゃん
きゃんきゃんは、1982年から1983年にかけて活動した女性3人組アイドルグループ。
デビュー当初、『きゃんきゃん』のメインは桜井直美だったが、ミスコンのグランプリ獲得経験がある山本博美をメインに途中で変更した。これにともない、グループ名の表記もカタカナの『キャンキャン』から、ひらがなの『きゃんきゃん』に変更した。

## メンバー
- 唐沢美香 （からさわ みか、東京都品川出身、1964年3月26日 - ）

東京女子高校卒業　157cm　42kg　78-57-84　O型
趣味：ショッピング、テニス、お菓子作り、ジャズダンス　　家業はラーメン屋
解散後はソロ活動ののち結婚にともない引退したが、2013年に宇野美香名義で歌手として再デビューした。
- 山本博美 （やまもと ひろみ、大阪府出身、1962年11月26日 - ）

大阪成蹊女子高等学校卒業　162cm　48kg  81-60-86
趣味：お菓子作り、バレーボール、小物集め、編み物、ピアノ、ソフトボール、ジャズダンス　　家業は床屋
夫は俳優の京本政樹、長男はSixTONESの京本大我。
- 桜井直美 （さくらい なおみ、東京都両国出身、1966年3月20日 - ）

嘉悦女子高校卒業　160cm　46.5kg  79-60-86　A型
趣味：小物集め、バスケットボール、お菓子作り、バレーボール、スケート、ジャズダンス　　家業は八百屋
次男はSnow Manの佐久間大介。

## ディスコグラフィー

### シングル
|   | 発売日         | タイトル                 | 作詞       | 作曲     | 編曲     | 品番   |
| - | -------------- | ------------------------ | ---------- | -------- | -------- | ------ |
| 1 | 1982年 6月25日 | あなたのサマーギャル     | 友井久美子 | 都倉俊一 | 都倉俊一 | UE-522 |
| 1 | 1982年 6月25日 | 思い出のラスト・サマー   | 友井久美子 | 都倉俊一 | 都倉俊一 | UE-522 |
| 2 | 9月21日        | 涙のC・Cガール           | 友井久美子 | 都倉俊一 | 都倉俊一 | UE-526 |
| 2 | 9月21日        | 月影のラブレター         | 友井久美子 | 都倉俊一 | 都倉俊一 | UE-526 |
| 3 | 1983年 1月21日 | 迷うルージュの色         | 友井久美子 | 渡辺敬之 | 松井忠重 | UE-534 |
| 3 | 1983年 1月21日 | 泣いてシンデレラ         | 友井久美子 | 松井忠重 | 松井忠重 | UE-534 |
| 4 | 6月21日        | なに？お巡りさんが・・・ | 阿久悠     | 川口真   | 川口真   | UE-546 |
| 4 | 6月21日        | ドクターストップ         | 阿久悠     | 川口真   | 川口真   | UE-546 |

### アルバム
- 「イエス・ウィ・アー・キャンキャン」（10曲収録）　テイチク・ユニオン（GU－40）　1982年9月26日
- 「コンプリート・ベスト」（19曲収録）　テイチク・エンタテインメント(TECH-20377) 2014年2月19日

### ミニアルバム
- 「きゃんきゃんのミッドナイト・ステーション」（6曲収録）　テイチク・ユニオン（JUP-2005）　1982年11月21日　45rpm

## 出演

### テレビ
- 「独占!スター生情報」（1982-1983年、テレビ東京）-アシスタント
- 「レッツゴーヤング」(1982年10月3日、NHK)

### CM
- 「コスモス」（ガチャガチャメーカー、キャンキャン名義時代）